# Angampora
Angampora è un'arte marziale singalese.

## Etimologia
Angampora deriva dalle parole singalesi anga- (corpo) e pora (combattimento).

## Storia
La storia dell'Agampora risale a 3000 anni fa con la tribù Yaksha (una delle quattro hela, le antiche tribù dell'isola), in particolare due scritti, il Varga Purnikawa e il Pancha Rakkhawaliya, attribuiscono l'invenzione a nove eremiti. Il mito identifica Rana Ravana, che sarebbe vissuto 5000 anni fa, come il più grande guerriero di tutti i tempi.
La pratica dell'Agampora si diffuse durante le campagne militari di Bhuvanekabahu VI contro il Regno di Jaffna; secondo la tradizione, una guerriera di nome Menike o Disapathiniya, la quale sconfisse l'assassino di suo padre in un combattimento all'interno di una fossa profonda conosciuta come ura linda (fossa del maiale). Nel 1562 Mayadunne di Sitawaka assoldò guerrieri nella battaglia di Mulleriyawa. L'arte marziale fu apprezzata anche da Rajasimha I di Sitawaka. In particolare si diffusero due scuole di Angampora, Maruwalliya e Sudhaliya, guidate rispettivamente da Maruwalliya Muhandiram Nilame e Sudhalaye Muhandiram Nilame. Le tradizionali capanne utilizzate durante gli allenamenti sono chiamate angam madu e sono costruite secondo i principi del Gebim Shasthraya.
Durante tutto il periodo della Ceylon britannica, le tecniche di combattimento furono utilizzate durante le rivolte contro gli occupanti britannici. Il governatore Robert Brownrigg proibì la pratica nel 1818.

## Le tecniche
Le tecniche sono composte da: gataputtu (leve e prese), pora haramba (colpi e parate) e maru kala
(attacchi ai punti di pressione).
Le leve sono:
- Diyaballu gataya
- Kathira gataya
- Pimburu gataya
- Wanda gataya
- Hasthi gataya
- Lin gataya
- Konda gataya

I colpi sono composti da:
- Dik gutiya
- Cholle
- Tokke
- Len pahara
- Miti pahara/Miti gutiya
- Miti guliya
- Veesi pahara
- Athul pahara
- Pita pahara
- Thallu pahara
- Vakka pahara

Gli allievi ricevono un diploma durante una cerimonia chiamata Helankada Mangalya  e il più alto grado raggiungibile è quello di Panikkirala.